# 于家沟抗俄斗争遗迹
于家沟抗俄斗争遗迹，位于中国吉林省梨树县石岭子镇小孤家村，为一个省级文物保护单位，类型为古遗址，公布时间为1981年4月20日。该文物保护单位由梨树县文管所管理。
于家沟抗俄斗争遗迹的历史年代为清代。